# Johann Dössekel
Johann Dössekel (Seon, 2 augustus 1789 - aldaar, 26 januari 1853) was een Zwitsers notaris, rechter en radicaal politicus uit het kanton Aargau.

## Biografie
Na zijn studies in het lager onderwijs was Johann Dössekel werkzaam in een advocatenkantoor. Later, van 1808 tot 1811, ging hij in Bern rechten studeren. In 1812 werd hij benoemd tot notaris en in 1828 tot advocaat. Vervolgens was hij van 1838 tot 1841 rechter in de kantonnale jurisdictie van Aargau.
Dössekel was ook op politiek vlak actief. Hij was van 1831 tot zijn overlijden in 1853 lid van de Grote Raad van Aargau, het kantonnaal parlement. In dit ambt weigerde hij de functie van parlementsvoorzitter. Bij de eerste federale parlementsverkiezingen in Zwitserland in 1848 werd hij verkozen in de nieuw opgerichte Nationale Raad, waar hij nauw aansloot bij de radicale politieke strekking. Hij zou er zetelen van 6 november 1848 tot 1 juni 1849, toen hij om gezondheidsredenen ontslag nam en ook zijn activiteiten als advocaat en notaris stopzette. Hij zou enkele jaren later overlijden, in 1853, overlijden op 63-jarige leeftijd.
- Gemeinsame Normdatei: 105011194X
- Historisch woordenboek van Zwitserland: 032673
- Zwitserse Bondsvergadering: 1923
- Virtual International Authority File: 308194702